# Craniophora pontica
Craniophora pontica är en fjärilsart som beskrevs av Otto Staudinger 1879. Craniophora pontica ingår i släktet Craniophora och familjen nattflyn. Inga underarter finns listade i Catalogue of Life.